# Dodge County (Nebraska)
Dodge County is een county in de Amerikaanse staat Nebraska.
De county heeft een landoppervlakte van 1.384 km² en telt 36.160 inwoners (volkstelling 2000). De hoofdplaats is Fremont.

## Bevolkingsontwikkeling

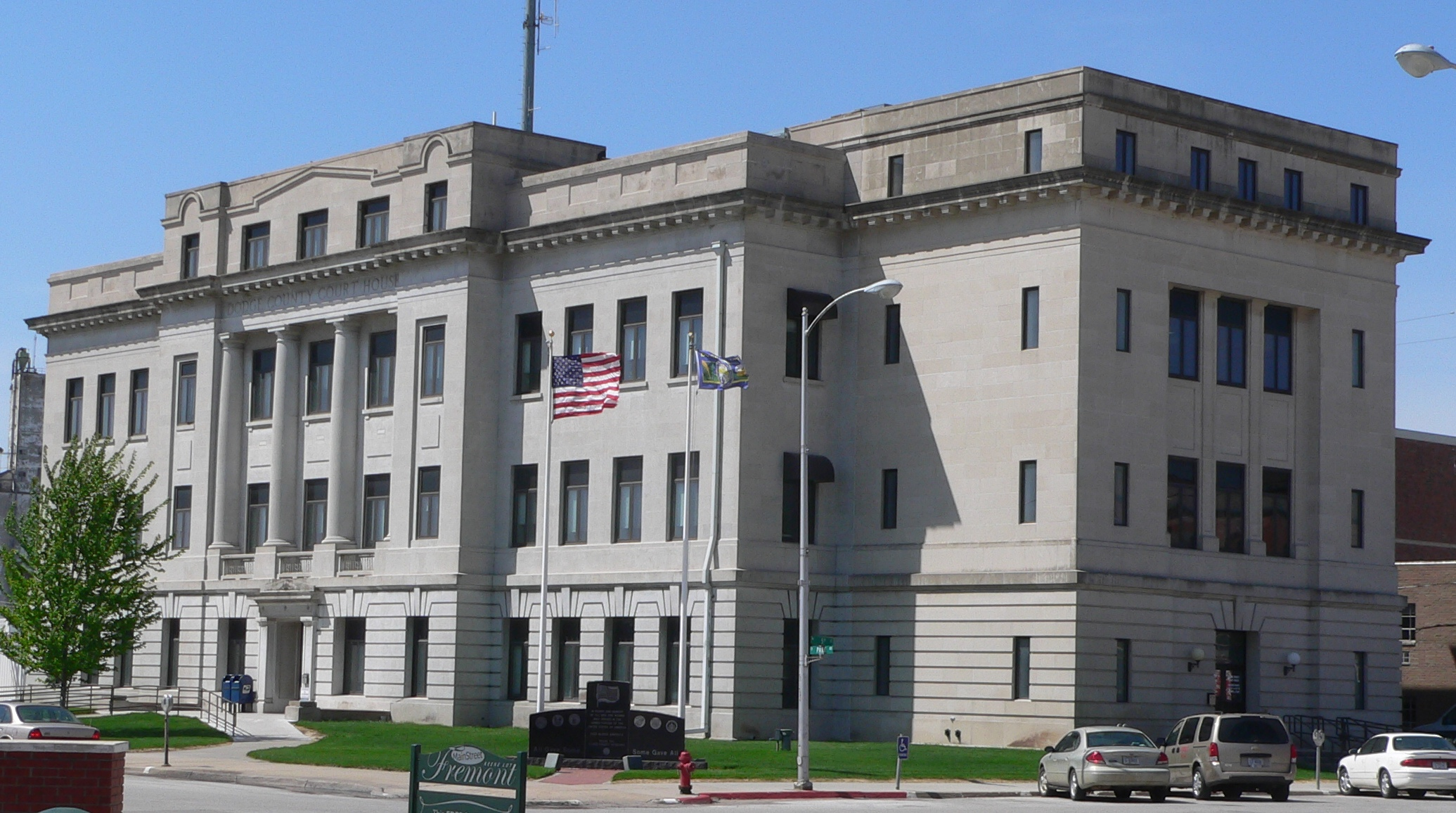
Dodge County Courthouse